# 附帯税
附帯税（ふたいぜい）とは、日本の国税のうち延滞税、利子税、過少申告加算税、無申告加算税、不納付加算税及び重加算税をいうものとされる（国税通則法2条四）。すなわち、国税のうち、いわゆる本税以外のものをいい、納期限を過ぎて本税を納付したり、税務調査などにより本税を追徴課税された場合などに、一種の行政制裁として付加的に課される税である。課税については、刑事責任の有無とは無関係である。

## 附帯税の種類
- 延滞税（国税通則法60条）

納税申告書を法定申告期限までに提出したが、納付すべき国税を法定納期限までに完納しないときなど納税を延滞した場合に課される。延滞税の割合は基準貸付利率に応じて毎年変動する。
- 利子税（国税通則法64条）

延納、物納又は納税申告書の提出期限の延長を受けたことにより納期限が延長された場合に課される。
- 過少申告加算税（国税通則法65条）

納税申告書を法定申告期限までに提出したなどの場合で、修正申告又は更正があった（税額を過少に申告していた）ときに10%（50万円超の部分は15％）の税率が課される。ただし、税務調査の通知がある前に修正申告書の提出をした場合には免除される。適正に申告納税をした納税者との不公平を是正するために課される附帯税であり、重加算税と比べ制裁的な要素は少ない（最一判平18.4.20）。
- 無申告加算税（国税通則法66条）

納税申告書を提出期限までに提出しなかった場合に15%（50万円超の部分は20％）の税率が課される。ただし、税務調査の通知がある前に期限後申告書を提出した場合には税率が5%に軽減される。
- 不納付加算税（国税通則法67条）

源泉徴収税額を法定納期限までに完納しなかった場合に10%の税率が課される。ただし、税務調査の通知がある前に自主的納付をした場合には税率が5%に軽減される。
- 重加算税（国税通則法68条）

過少申告加算税又は無申告加算税が課される場合において、税額計算の基礎となる事実を隠ぺい・仮装したときに、これらの加算税に代えて35%（無申告の場合は40%）の税率が課される。納税義務違反の発生を防止するための行政上の制裁であるため、刑事罰である罰金と併科することが認められる（最大判昭33.4.30）。
地方税
地方税法上における類似のものに、次のものがある。これらは附帯税とは異なり、厳密には税の範疇に入らない。
- 延滞金
- 過少申告加算金
- 不申告加算金
- 重加算金